# Tre'Davious White
Tre'Davious White (nacido el 16 de enero de 1995) es un jugador profesional estadounidense de fútbol americano que juega en la posición de cornerback y actualmente es agente libre.

## Biografía
White asistió a la preparatoria Green Oaks High School en Shreveport, Luisiana, donde practicó fútbol americano. Al finalizar la preparatoria, fue considerado como un atleta de cinco estrellas y el 4.º mejor cornerback de la nación por Rivals.com.
Posteriormente, asistió a la Universidad Estatal de Luisiana donde jugó con los LSU Tigers entre 2013 y 2016. Como un verdadero estudiante de primer año, White jugó en 13 juegos (11 como titular) y registró 55 tacleadas y dos intercepciones. Como estudiante de segundo año en 2014, fue titular en los 13 juegos y también se desempeñó como regresador de patadas; logró 33 tacleadas, dos intercepciones y un touchdown de devolución de despeje. Como júnior terminó el año con 44 tacleadas y devolvió 69 yardas un despeje para anotar un touchdown, por lo que la Associated Press y los entrenadores de la Southeastern Conference (SEC) lo seleccionaron para su segundo equipo All-SEC. Se esperaba que White fuera una opción de primera ronda en el Draft de la NFL de 2016, pero en cambio eligió regresar a LSU para su temporada sénior. Después de dicha temporada, fue nombrado al primer equipo All-SEC y al equipo All-American.

## Carrera

### Buffalo Bills
White fue seleccionado por los Buffalo Bills en la primera ronda (puesto 27) del Draft de la NFL de 2017, y firmó un contrato de cuatro años por $10.09 millones con $8.34 millones garantizados y un bono por firmar de $5.47 millones. El entrenador en jefe Sean McDermott nombró a White como uno de los esquineros titulares de los Bills para comenzar la temporada regular, junto a E. J. Gaines.
Como novato, White fue titular en los 16 juegos de los Bills y registró un total de 69 tacleadas combinadas (53 en solitario), 18 desvíos de pase y cuatro intercepciones. Fue finalista para el premio al Novato Defensivo del Año de la NFL, pero perdió ante Marshon Lattimore de los New Orleans Saints. Su actuación ayudó a Buffalo a conseguir un puesto de comodín y su primera aparición en la postemporada desde 1999. El 7 de enero de 2018, fue titular y registró una tacleada y un pase desviado en la derrota de los Bills por 10-3 ante los Jacksonville Jaguars en el Juego de Comodín de la AFC. Pro Football Focus le dio a White una calificación general de 92.0, que ocupó el segundo lugar entre todos los esquineros calificados en 2017.
En 2018, White terminó la temporada con 54 tacleadas, ocho pases defendidos y dos intercepciones como parte de una defensiva de los Bills que permitió la menor cantidad de yardas en jugadas por pase. Sin embargo, el equipo terminó en el tercer lugar de la división con marca de 6-10.
En 2019, a pesar de no jugar en última semana de la temporada contra los New York Jets para descansar para la postemporada, White logró co-liderar la liga con seis intercepciones y no permitió una sola recepción de touchdown por parte de los oponentes durante toda la temporada. Por su desempeño, fue nombrado por primera vez al Pro Bowl y al primer equipo All-Pro.
Durante el juego de comodines contra los Houston Texans, White terminó con cinco tacleadas y un balón suelto forzado sobre el receptor DeAndre Hopkins que fue recuperado por su compañero de equipo Tremaine Edmunds, pero los Bills perdieron por 22-19 en tiempo extra.
El 23 de abril de 2020, los Bills ejercieron la opción de quinto año sobre el contrato de White. El 5 de septiembre de 2020, White firmó una extensión de contrato por cuatro años y $70 millones con $55 millones garantizados con los Bills, manteniéndolo bajo contrato hasta la temporada 2025. El contrato lo convirtió en el back defensivo mejor pagado de la liga en ese momento. White terminó la temporada 2020 con 57 tacleadas, 1.5 capturas y 3 intercepciones. Fue nombrado al segundo equipo All-Pro y fue invitado al Pro Bowl por segunda vez en su carrera.
En 2021, White registró su primera intercepción de la temporada contra los New York Jets en la Semana 10. Durante un juego de Acción de Gracias contra los New Orleans Saints, White sufrió una lesión sin contacto en la rodilla izquierda en el segundo cuarto y fue retirado del juego después del medio tiempo. Al día siguiente, el 26 de noviembre, se reveló que se rompió el ligamento cruzado anterior y fue descartado por el resto de la temporada. Buffalo lo puso oficialmente en la lista de reservas de lesionados el 30 de noviembre.

## Estadísticas generales
|  | Seleccionado al Pro Bowl |

| Año   | Equipo | Juegos | Juegos | Tacleadas | Tacleadas | Tacleadas | Tacleadas | Intercepciones | Intercepciones | Intercepciones | Intercepciones | Intercepciones | Intercepciones | Balones sueltos | Balones sueltos | Balones sueltos | Balones sueltos |
| Año   | Equipo | GP     | GS     | Comb      | Total     | Ast       | Sck       | PDef           | Int            | Yds            | Avg            | Lng            | TDs            | FF              | FR              | Yds             | TDs             |
| ----- | ------ | ------ | ------ | --------- | --------- | --------- | --------- | -------------- | -------------- | -------------- | -------------- | -------------- | -------------- | --------------- | --------------- | --------------- | --------------- |
| 2017  | BUF    | 16     | 16     | 69        | 53        | 16        | 0.0       | 18             | 4              | 86             | 21.5           | 63             | 0              | 1               | 2               | 52              | 1               |
| 2018  | BUF    | 16     | 16     | 54        | 44        | 10        | 0.0       | 8              | 2              | 37             | 18.5           | 37             | 0              | 0               | 0               | --              | --              |
| 2019  | BUF    | 15     | 15     | 58        | 48        | 10        | 1.0       | 17             | 6              | 57             | 9.5            | 49             | 0              | 2               | 0               | --              | --              |
| 2020  | BUF    | 14     | 14     | 57        | 44        | 13        | 1.5       | 11             | 3              | 28             | 9.3            | 28             | 0              | 1               | 2               | -1              | 0               |
| 2021  | BUF    | 11     | 11     | 41        | 27        | 14        | 0.5       | 6              | 1              | 0              | 0.0            | 0              | 0              | 1               | 1               | 0               | 0               |
| Total | Total  | 72     | 72     | 279       | 216       | 63        | 3.0       | 60             | 16             | 208            | 13.0           | 63             | 0              | 5               | 5               | 51              | 1               |

Fuente: Pro-Football-Reference.com